# Jones-Modell
Das Jones-Modell ist ein 1995 vom Ökonomen Charles I. Jones entwickeltes Wachstumsmodell.
Das Modell ist im Wesentlichen identisch mit dem Romer-Modell (1990), insbesondere verallgemeinert bzw. modifiziert es die Beschreibung wie neue Technologien, Ideen oder Konstruktionsanleitungen entstehen. Damit sollte der vorgebrachten Kritik gegenüber dem Romer-Modell Rechnung getragen werden, dass dort die langfristige Wachstumsrate positiv von der Bevölkerungsgröße abhängt (Skaleneffekt). Dies ist in mehrerlei Hinsicht problematisch: zum einen wachsen größere Länder nicht notwendigerweise schneller. Zum anderen steigerten eine zunehmende Bevölkerung oder intensivierte Forschungsarbeit die Wachstumsrate im Mittel nicht. Ferner sollte das Ausmaß des Einflusses vom aktuellen Wissensstand auf neue Erfindungen (standing on shoulders effect) relativiert werden.

## Modellstruktur
Für eine einzelne Firma {\displaystyle i} gilt entsprechend folgende Modellierung für die Entstehung neuer Ideen bzw. Konstruktionsanleitungen:
{\displaystyle {\dot {A}}_{i}=\delta \cdot A(t)^{\phi }\cdot L_{A}(t)^{\lambda -1}\cdot L_{A_{i}}(t)}
mit
{\displaystyle L_{A}}: Anzahl der Beschäftigten im Forschungssektor
{\displaystyle A}: Technologielevel
{\displaystyle {\dot {A}}} bezeichnet die Ableitung der Variablen {\displaystyle A} nach der Zeit, also {\displaystyle {\dot {A}}={\frac {\partial A(t)}{\partial t}}}
wobei die Parameter folgende Werte annehmen: {\displaystyle 0<\lambda <1;\phi <1}. Für Parameter-Werte von {\displaystyle \lambda =\phi =1} ergibt sich das Romer-Modell ({\displaystyle {\dot {A}}=\delta \cdot A\cdot L_{A}}). Nach Aggregation über alle Firmen ergibt sich:
{\displaystyle {\dot {A}}=\delta \cdot A(t)^{\phi }\cdot L_{A}(t)^{\lambda }}.
Hierin haben die Parameter folgende Bedeutung:
- {\displaystyle \lambda } schränkt den Effekt zusätzlichen Arbeitseinsatzes im Forschungssektor ein. Mehr Forscher produzieren zwar absolut mehr Ideen, hingegen trägt jeder weitere Forscher immer weniger dazu bei. Dieser Zusammenhang wird hier auch Standing-on-Shoes-Effekt genannt (sich auf die Füße treten, siehe auch Ertragsgesetz). Dieser Parameter spiegelt eine mögliche negative Externalität der Duplikation wider. Für eine einzelne Firma hingegen besteht dieses Problem nicht, da innerhalb einer Forschungsabteilung alle Forscher von der Arbeit ihrer Kollegen wissen.
- {\displaystyle \phi <0}: Ein negativer Wert zielt darauf ab, dass es für einen gegebenen Zeitpunkt lediglich endlich viele potentielle neue Ideen geben kann. Dieser Fall wird auch als Fishing-Out-Effekt bezeichnet: im Zeitverlauf werden zunächst die relativ „einfachen“ Erfindungen gemacht; heute wird es zusehend schwieriger etwa ein neues Medikament zu entwickeln.
- {\displaystyle \phi =0}: Hier würde die Produktivität im Forschungssektor unabhängig vom bestehenden Wissensstand sein. Beispielsweise sollte ein Physiker dieselben neuen Ideen entwickeln können, egal ob er heute oder vor 100 Jahren lebt (ein unrealistischer Fall).
- {\displaystyle \phi >0}: Beschreibt prinzipiell eine positive Externalität und den in der Realität anzutreffenden Fall. Der aktuelle State of the Art geht zu einem gewissen Teil in die Forschung mit ein. Dabei ist der Standing-on-Shoulders-Effekt im Vergleich zum Romer-Modell lediglich abgeschwächt.

## Wachstumsrate
Im Jones-Modell ergibt sich das Wachstum im Steady State durch:
{\displaystyle {\frac {\dot {\hat {A(t)}}}{\hat {A(t)}}}=0\quad \Leftrightarrow \quad {\hat {A(t)}}={\frac {\lambda \cdot n}{1-\phi }}}
wobei {\displaystyle n} für die Wachstumsrate der im Forschungssektor arbeitenden Personen steht.